# Bottenbach
Bottenbach ist eine Ortsgemeinde im Landkreis Südwestpfalz in Rheinland-Pfalz. Sie gehört der Verbandsgemeinde Pirmasens-Land an, innerhalb derer sie sowohl gemessen an der Einwohnerzahl als auch gemessen an der Fläche die fünftkleinste Ortsgemeinde darstellt.

## Geographie

### Lage
Bottenbach liegt etwa zwei Kilometer nördlich der deutsch-französischen Grenze zwischen Pirmasens und Zweibrücken im Zweibrücker Hügelland, das in Richtung Osten allmählich in den Pfälzerwald übergeht. Es ist – unter Aussparung der zur Gemeinde Kröppen gehörenden unbewohnten Exklave – die westlichste Gemeinde in der Verbandsgemeinde Pirmasens-Land. Zu Bottenbach gehören auch die Wohnplätze Bergwiesenhof, Gärtelbacherhof und Pirmannsteinerhof. Nachbargemeinden sind – im Uhrzeigersinn – Nünschweiler, Pirmasens, Vinningen, Riedelberg, Kröppen und Kleinsteinhausen.

### Gewässer
Benannt ist der Ort nach dem gleichnamigen Bach, der während seiner ersten hundert Meter die Gemarkungsgrenze zur besagten Exklave der Gemeinde Kröppen bildet. Im Nordosten reicht die Gemeindegemarkung stellenweise bis an die Felsalb heran. Deren linker Nebenfluss Lambach befindet sich bis auf die letzten Meter vor dem Mündungsbereich innerhalb der Gemeindegrenzen. Die beiden Felsalb-Zuflüsse Göbelsbach und Hengstbach berühren teilweise ebenfalls das Gebiet von Bottenbach.

## Geschichte
Bottenbach wurde erstmals im Jahr 1150 urkundlich erwähnt. Bis zum Ende des 18. Jahrhunderts gehörte der Ort landesherrlich zum  Herzogtum Pfalz-Zweibrücken.
Nach 1792 hatten französische Revolutionstruppen die Region besetzt und nach dem Frieden von Campo Formio (1797) annektiert. Von 1798 bis 1814 gehörte das Dorf zum französischen Departement Donnersberg, war dem Kanton Neuhornbach zugeordnet und unterstand der Mairie Großsteinhausen. 1815 hatte die Gemeinde 500 Einwohner. Aufgrund der auf dem Wiener Kongress (1815) getroffenen Vereinbarungen und einem Tauschvertrag mit Österreich kam die Region 1816 zum Königreich Bayern. Ab 1818 war die Gemeinde Bottenbach dem Landkommissariat Zweibrücken im bayerischen Rheinkreis, später dem Bezirksamt Zweibrücken zugeordnet. 
Ab 1939 war der Ort ein Bestandteil des Landkreises Zweibrücken. Da der Ort sich in der Roten Zone befand, wurden die Bewohner mit Beginn des Zweiten Weltkriegs vorübergehend evakuiert. Nach dem Krieg wurde die Gemeinde Bottenbach innerhalb der französischen Besatzungszone ein Teil des Regierungsbezirks Pfalz im damals neu gebildeten Land Rheinland-Pfalz. Im Zuge der ersten rheinland-pfälzischen Verwaltungsreform folgte 1972 die Auflösung des Landkreises Zweibrücken; damit einhergehend wechselte die Gemeinde in den Landkreis Pirmasens, der 1997 in Landkreis Südwestpfalz umbenannt wurde. Im selben Jahr wurde Bottenbach in die neu gebildete Verbandsgemeinde Pirmasens-Land eingegliedert.
Am 6. Januar 1986 kollidierten im Einzugsgebiet der Gemeinde zwei Flugzeuge der unweit der Gemeinde befindlichen Zweibrücken Air Base, von denen eine im nahen Bottenbacher Wald zu Boden ging.

## Religion
Die Katholiken gehören zum Bistum Speyer, die Evangelischen zur Protestantischen Landeskirche Pfalz.

## Politik

### Gemeinderat
Der Gemeinderat in Bottenbach besteht aus zwölf Ratsmitgliedern, die bei der Kommunalwahl am 9. Juni 2024 in einer Mehrheitswahl gewählt wurden, und dem ehrenamtlichen Ortsbürgermeister als Vorsitzendem. Bei den vorangegangenen Wahlen bis 2009 wurden die Ratsmitglieder in einer personalisierten Verhältniswahl gewählt.
Die Sitzverteilung im Gemeinderat:
| Wahl | SPD               | CDU               | WGR               | Gesamt   |
| ---- | ----------------- | ----------------- | ----------------- | -------- |
| 2024 | per Mehrheitswahl | per Mehrheitswahl | per Mehrheitswahl | 12 Sitze |
| 2019 | per Mehrheitswahl | per Mehrheitswahl | per Mehrheitswahl | 12 Sitze |
| 2014 | per Mehrheitswahl | per Mehrheitswahl | per Mehrheitswahl | 12 Sitze |
| 2009 | –                 | 7                 | 5                 | 12 Sitze |
| 2004 | 7                 | 5                 | –                 | 12 Sitze |

### Bürgermeister
Klaus Weber (CDU) wurde am 24. Juli 2019 Ortsbürgermeister von Bottenbach. Bei der Direktwahl am 26. Mai 2019 war er mit einem Stimmenanteil von 88,60 % gewählt worden. Bei der Direktwahl am 9. Juni 2024 wurde er ohne Gegenkandidat mit 93,0 % der Stimmen für weitere fünf Jahre in seinem Amt bestätigt. Webers Vorgänger Helmut Schmitt (CDU) hatte das Amt zehn Jahre ausgeübt.

### Wappen und Flagge
|                       | Wappen |
| Wappen von Bottenbach | Blasonierung: „In Grün ein silberner Schrägwellenbalken, begleitet oben von einem goldenen B, unten von einem aus dem Schildfuß wachsenden roten Turm mit goldenem Helm und golden abgesetzten Randsteinen.“ |
| Wappen von Bottenbach | Wappenbegründung: Der Schrägwellenbalken repräsentiert den Bottenbach, der als Namensgeber für die Gemeinde fungierte.                                                                                       |

|  | Flagge                                                   |
|  | -------------------------------------------------------- |
|  | Die Flagge ist Rot-Gelb-Rot geteilt im Verhältnis 1:3:1. |

## Kultur

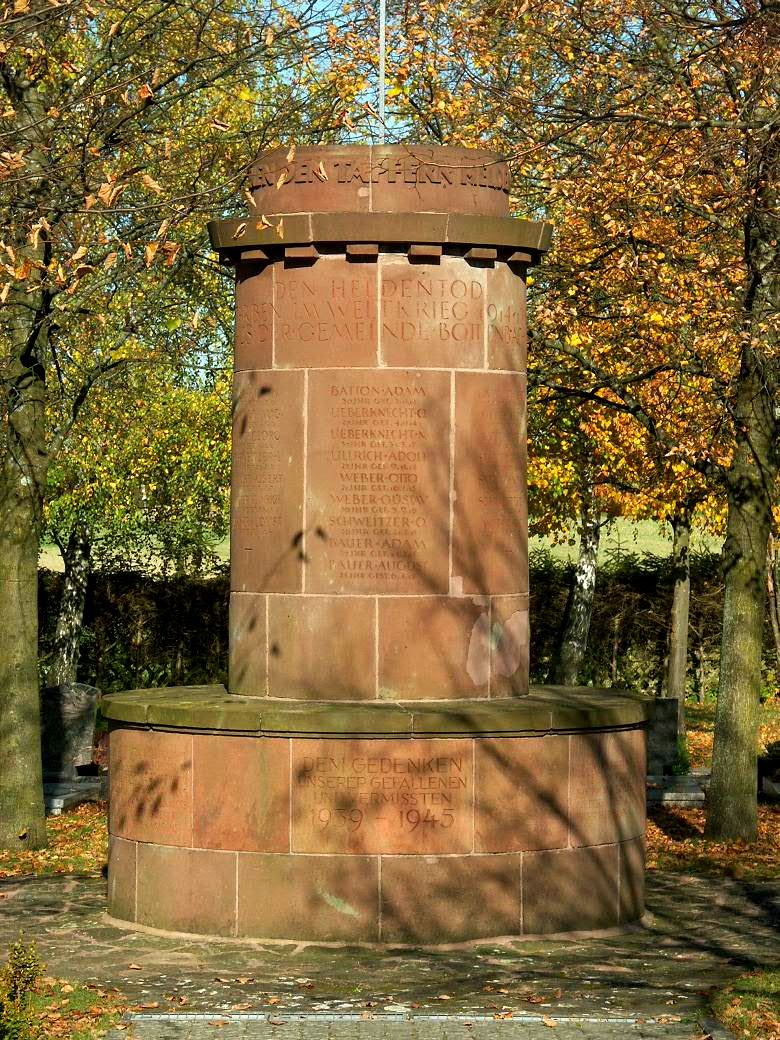
Denkmalgeschütztes Kriegerdenkmal

Vor Ort existieren insgesamt sieben Objekte, die unter Denkmalschutz stehen.

## Wirtschaft und Infrastruktur

### Verkehr
Durch den Ort führt die Landesstraße 478. Über die nahe gelegene Auffahrt Walshausen der Bundesautobahn 8 besteht Anschluss an den Fernverkehr. Der Öffentliche Personennahverkehr  ist in den Verkehrsverbund Rhein-Neckar integriert. Der Nahverkehr war ab 2000 im Westpfalz-Verkehrsverbund (WVV) organisiert, der seit Sommer 2006 vollständig in den Verkehrsverbund Rhein-Neckar integriert ist.

### Bildung
In Bottenbach gibt es eine Grundschule und einen Kindergarten.

### Tourismus
Durch die Gemeinde verlaufen der mit einem grünen Balken markierte Saar-Rhein-Weg, der eine Verbindung mit Saarbrücken und Wörth am Rhein schafft, der Hornbach-Fleckenstein-Radweg und die Rheinland-Pfalz-Radroute.

## Persönlichkeiten

### Ehrenbürger
- Kurt Rücker

### In Bottenbach geboren
- Willi Rothley (* 1943), Politiker (SPD)

### Mit Bottenbach verbunden
- Steffen Korell (* 1971), Fußballspieler, spielte in der Jugend für den örtlichen Fußballverein.